# Robinson Canó
Robinson José Canó Mercedes (* 22. Oktober 1982 in San Pedro de Macorís, Dominikanische Republik) ist ein dominikanischer Baseballspieler in der Major League Baseball (MLB). Aufgrund eines Dopingvergehens war er für die gesamte Saison 2021 gesperrt.

## Karriere

### Minor League
Nach Abschluss der High School wurde Cano 2001 von den New York Yankees als Amateur Free Agent unter Vertrag genommen und begann, in den Minor-League-Teams der Yankees zu spielen. Dort galt er bald als einer der aussichtsreichsten Spieler. Obwohl die Yankees Canó mehrfach anderen Clubs im Rahmen von geplanten oder durchgeführten Trades anboten, blieb er im Farmsystem der Yankees, da die jeweiligen Clubs entweder andere Spieler wählten oder der Trade nicht zustande kam.

### Major League
Canó wurde am 3. Mai 2005 von den New York Yankees in die Major League berufen und auf der Second Base eingesetzt. Bei der Abstimmung für den American League Rookie of the Year belegte er den zweiten Platz hinter Huston Street von den Oakland Athletics. Im folgenden Jahr wurde er für den Startplatz des Second Baseman in MLB All-Star Game 2006 gewählt, konnte wegen einer Verletzung jedoch nicht spielen. Nach seiner Rückkehr von der DL erreichte Canó im September 2006 einen Batting Average von .373 bei 7 Home Runs, 28 RBIs und 11 Doubles und wurde als Player of the Month ausgezeichnet. Insgesamt schloss er die reguläre Saison mit dem drittbesten Batting Average der AL und dem viertbesten der Major League ab (.342). Nach Saisonschluss wurde er aufgrund seiner Offensivleistungen mit dem Silver Slugger Award ausgezeichnet. Nach schwachem Start in die Saison 2007 knüpfte er weitgehend an seine früheren Leistungen an (Batting Average .306, 19 Home Runs, 97 RBIs in 160 Spielen)
Im Januar 2008 verlängerte Canó seinen Vertrag mit den Yankees für 55 Mio. US-Dollar um sechs Jahre. Erneute legte er einen schwachen Saisonstart hin. Trotz einer Steigerung während der Saison konnte er nicht mehr die guten Zahlen der Vorjahre erreichen (Batting Average .271, 14 Home Runs, 72 RBIs in 159 Spielen). 2009 konnte er hingegen wieder besser Leistungen vorweisen (Batting Average .320, 25 Home Runs und 85 RBIs in 161 Spielen). Es war seine erste Saison, in der er mehr als 20 Home Runs schlagen konnte. Sein 200. Hit (gegen die Boston Red Sox) machten ihn und Shortstop Derek Jeter zu den ersten beiden Middle Infieldern in der Geschichte der MLB mit mehr als 200 Hits in der gleichen Saison. Mit einem Batting Average von .320 belegte er den sechsten Platz in der AL; seine 204 Hits reichten sogar für den dritten Platz. Er absolvierte 161 Spiele und damit zusammen mit Nick Markakis und Brandon Inge die meisten Spiele in der AL. Mit dem Gewinn der World Series 2009 konnte er die Saison 2009 krönen.
In der Saison 2010 gelang Canó ein sehr guter Start und er wurde für den April 2010 zum American League Player of the Month ernannt. Zum zweiten Mal wurde er als Second Baseman in das All-Star-Team der AL gewählt. Sein Batting Average von .319 war der fünftbeste in der AL. Er schlug 29 Home Runs (Platz 9 in der AL), hatte 109 RBIs (Platz 7 in der AL) und 200 Hits (Platz 2 in der AL). In der Postseason, in der die Yankees in der ALCS 2010 ausschieden, schlug er vier Home Runs und hatte einen Batting Average von .341. Für seine defensiven Leistungen an der zweiten Base in der Saison 2010 erhielt er zum ersten Mal einen Gold Glove. Für seinen Offensivleistungen wurde er zum zweiten Mal mit einem Silver Slugger Award ausgezeichnet.
Am letzten Spieltag der Saison 2012 gelangen Canó bei 4-4 2 Homeruns und 6 RBI beim 12:4-Sieg über die Boston Red Sox. Damit gelangen ihm in 9 aufeinander folgenden Spielen 24 Hits. Über eine Spanne von 9 Spielen gelang dies nur Earle Combs (1927), Lou Gehrig (1936) and Bernie Williams (2002). In allen neun Spielen bis Saisonende konnte er jedes Mal mindestens 2 Hits erzielen. Damit teilt er sich Platz 2 mit Ed Delahanty (1902 Washington Senators). Nur Billy Herman beendete für die Chicago Cubs die Saison 1935 mit einer 16-Spiele-Serie.
Im Dezember 2013 unterzeichnete Canó einen 10-Jahres-Vertrag über 240 Millionen Dollar mit den Seattle Mariners.
Nach einem auf Furosemid positivem Dopingtest wurde Canó 2018 für 80 Spiele gesperrt. Im November 2020 gab die MLB bekannt, dass Canó erneut des Dopings überfuhrt wurde, diesmal auf das Steroid Stanozolol. Er wurde daraufhin für die komplette Saison 2021 gesperrt und muss auf sein Jahresgehalt von 24 Millionen Dollar verzichten.
Canó kehrte im Jahr 2022 zu den Mets zurück. Am 8. Mai entließen die Mets Canó und machten ihn zu einem Free Agent.
Am 13. Mai 2022 unterzeichnete Canó einen Major-League-Vertrag mit den San Diego Padres. Canó erzielte in 12 Spielen für die Padres eine Batting Average von .091, mit 10 Strikeouts in 34 At-Bats. Am 2. Juni wurde er von den Padres entlassen.
Am 10. Juni unterzeichnete Canó einen Minor-League-Vertrag mit den Padres und wurde den El Paso Chihuahuas der Pacific Coast League zugewiesen.
Am 10. Juli 2022 tauschten die Padres Canó gegen Geld an die Atlanta Braves. Am nächsten Tag gab er sein Debüt für die Braves gegen die New York Mets. Am 4. August wurde Canó von den Braves entlassen, nachdem diese Ehire Adrianza erworben hatten.

## Privatleben
Canó ist in der Dominikanischen Republik aufgewachsen, lebte aber drei Jahre in New Jersey und ging dort zur Schule. Sein Vater, José Canó, wurde 1980 von den New York Yankees als Pitcher unter Vertrag genommen und spielte 1989 für die Houston Astros sechs Spiele in der Major League. Robinson Canó wurde nach der Baseball-Legende Jackie Robinson benannt.